# Big Tyme
A Big Tyme című album Heavy D & The Boyz második stúdióalbuma. 1989-ben jelent meg az Uptown Records gondozásában. Az album sokkal sikeresebb volt az előző albumnál és a Billboard 200-as listán a 19. helyezést érte el.

## Számlista
1. "We Got Our Own Thang"- 3:50
2. "You Ain't Heard Nuttin Yet"- 4:28
3. "Somebody for Me"- 4:52
4. "Mood for Love"- 5:27
5. "Ez Duz It Do It Ez"- 3:59
6. "A Better Land"- 4:55
7. "Gyrlz, They Love Me"- 4:52
8. "More Bounce"- 4:53
9. "Big Tyme"- 4:56
10. "Flexin'"- 3:51
11. "Here We Go Again, Y'all"- 4:05
12. "Let It Flow"- 3:45

## Felhasznált zenei alapok
- "A Better Land"
  - "Yes We Can Can"  Pointer Sisters dal
- "Big Tyme"
  - "Get Up (I Feel Like Being A) Sex Machine" James Brown dal
  - "Rigor Mortis"  Cameo dal
- "Gyrlz, They Love Me"
  - "Thinking"  The Meters dal
  - "Hot Pants"  James Brown dal
- "Let It Flow"
  - "Amen, Brother"  The Winstons dal
- "Mood for Love"
  - "Going Way Back"  Just-Ice dal
- "More Bounce"
  - "Give Up the Funk (Tear the Roof Off the Sucker)"  Parliament dal
  - "More Bounce to the Ounce"  Zapp dal
  - "Change the Beat (Female Version)"  Fab 5 Freddy feat. Beeside
- "Somebody for Me" dal
  - "Word to the Mother (Land)"  Big Daddy Kane dal
- "We Got Our Own Thang"
  - "Get Up (I Feel Like Being A) Sex Machine"  James Brown dal
  - "Funky President"  James Brown dal
  - "We Got Our Own Thing"  C.J. & Co. dal
  - "Overweighter" by Heavy D & the Boyz
- "You Ain't Heard Nuttin Yet"
  - "It's a Man's Man's Man's World"  James Brown dal
  - "Think (About It)"  Lyn Collins dal
  - "Mister Magic"  Grover Washington, Jr. dal
- "Flexin'"
  - "Think (About It)"  Lyn Collins dal

## Slágerlista
| Lista (1989)              | Helyezés pozíció |
| ------------------------- | ---------------- |
| Billboard Pop Albums      | 19               |
| Billboard Top Soul Albums | 1                |

### Kislemezek
| Év   | Kislemez               | Helyezések | Helyezések | Helyezések |
| Év   | Kislemez               | US R&B     | US Rap     |            |
| ---- | ---------------------- | ---------- | ---------- | ---------- |
| 1989 | "We Got Our Own Thang" | 10         | 3          |            |
| 1989 | "Somebody For Me"      | 8          | 1          |            |
| 1990 | "Gyrlz, They Love Me"  | 12         | 4          |            |
| 1990 | "Big Tyme"             | -          | 24         |            |